# Olives cassées de la vallée des Baux-de-Provence
 (mars 2023).
Les olives cassées de la vallée des Baux-de-Provence sont protégées par une appellation d'origine contrôlée (AOC) depuis un décret pris par l'INAO, le 27 août 1997 et paru au Journal officiel n° 199, le 28 août 1997.

## Production
Elle s'étend sur les communes d'Arles, Aureille, Les Baux-de-Provence, Eygalières, Eyguières, Fontvieille, Lamanon, Maussane-les-Alpilles, Mouriès, Paradou, Saint-Martin-de-Crau, Orgon, Saint-Étienne-du-Grès, Saint-Rémy-de-Provence, Sénas et Tarascon. 

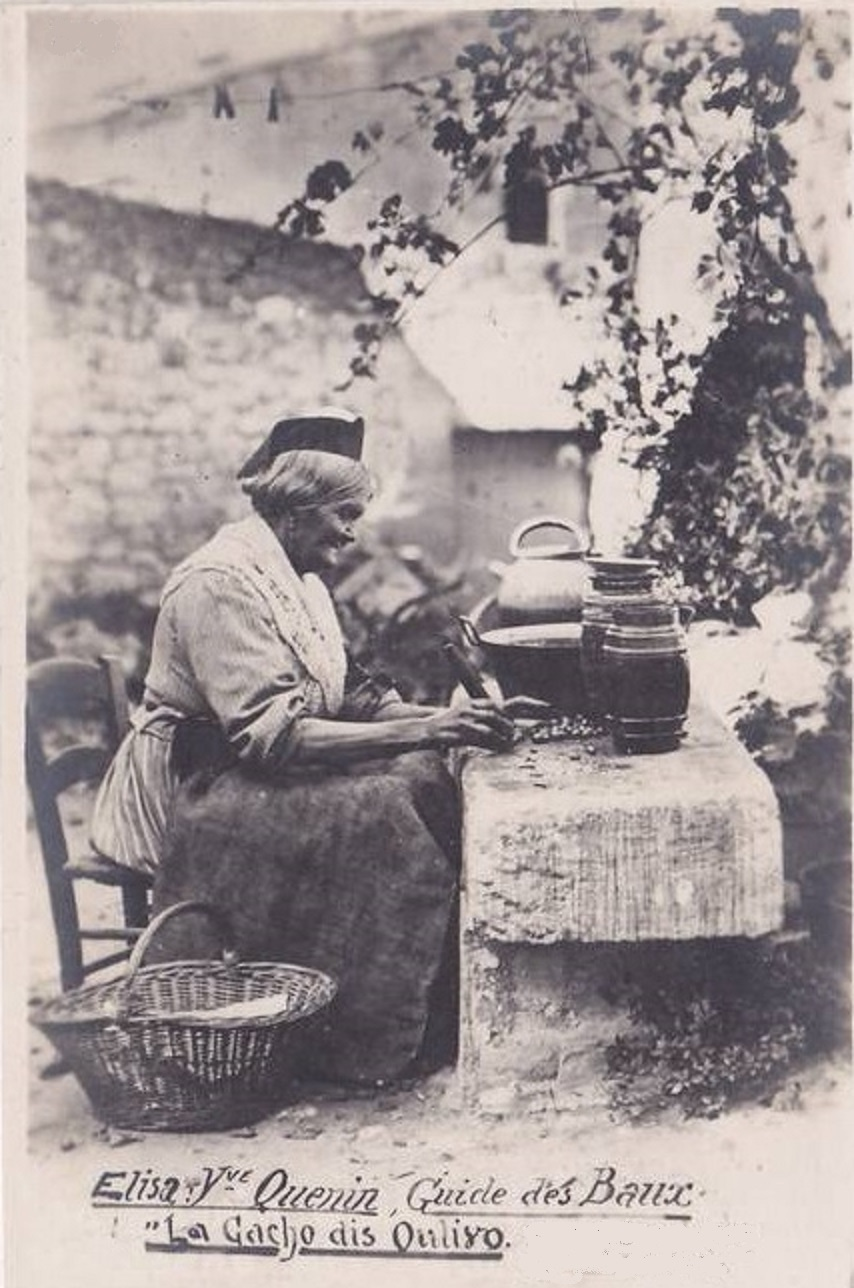
Élisa Quenin, guide des Baux-de-Provence, préparant ses olives cassées

Les oliveraies de la vallée des Baux-de-Provence sont implantées sur des sols calcaires, d’un PH eau voisin de 8.5, peu colorés ou caillouteux. On trouve cependant des sols moins caillouteux et plus profonds, sur lesquels des oliviers plus exigeants en humidité ont été plantés.
Pour bénéficier de l'appellation « Olives cassées de la vallée des Baux-de-Provence », les olives doivent provenir exclusivement des variétés Salonenque ou Aglandau (également dénommée « Béruguette ») . Les variétés doivent être différenciées à la commercialisation. Elles doivent avoir « un port compact ou une frondaison rigide constituée de ramures et de feuilles assez raides. Les fruits doivent être durs ou accrochés à des pédoncules courts ou ne pas être portés par des arbres à feuilles rigides, pour ne pas être meurtris avant la récolte ».

## Constitution de l'oliveraie
L'oliveraie représente 368 800 arbres avec une densité variant entre 160 à 220 oliviers pour les parcelles implantées avant 1956 et de 400 à 416 oliviers pour celles plantées après 1960. Elle couvre 4 500 parcelles et 1 700 hectares. 